# 트루트노프구

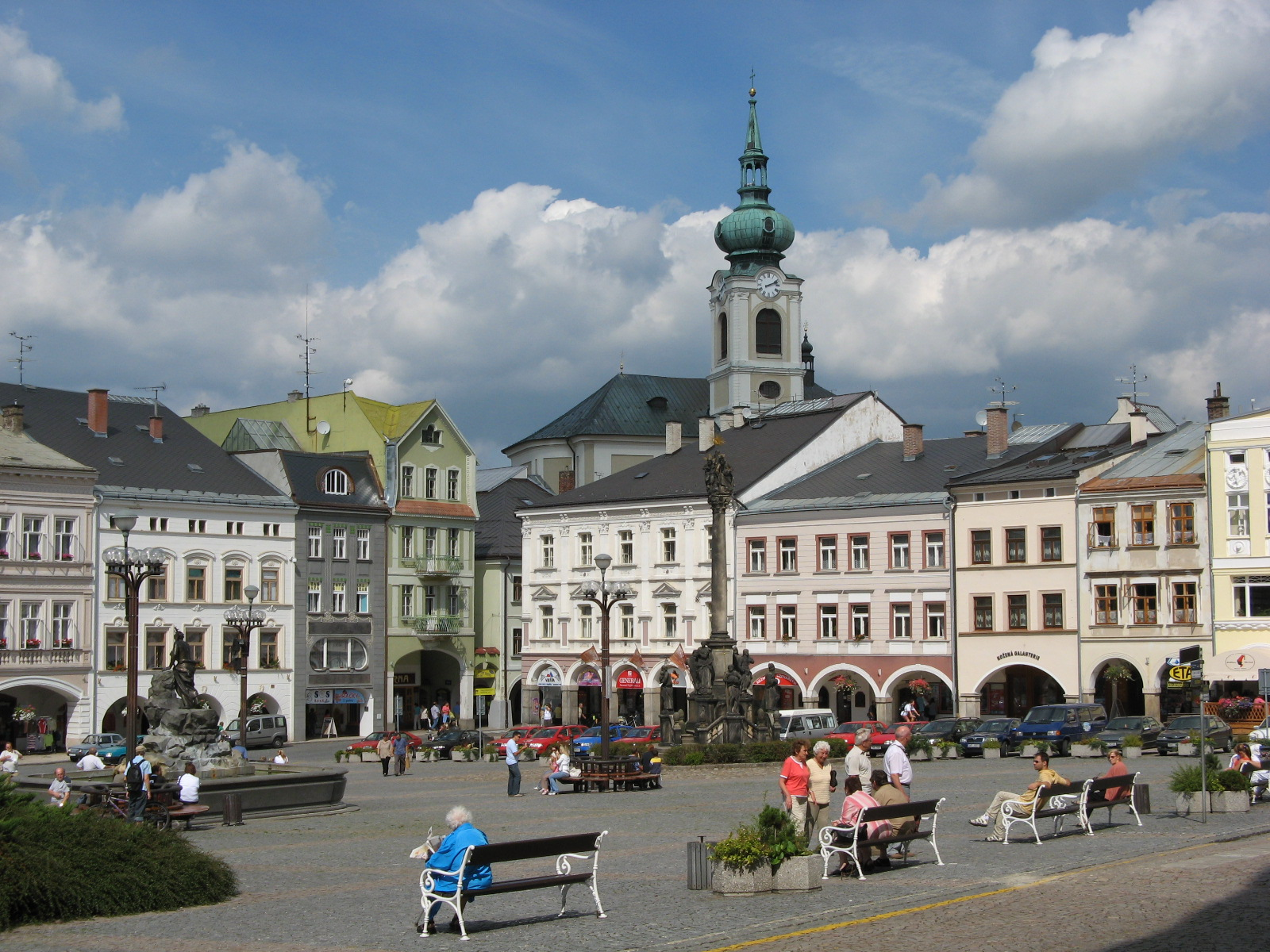
트루트노프구의 행정 중심지인 트루트노프

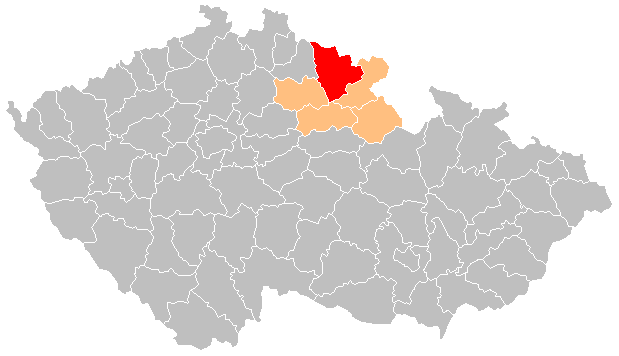
트루트노프구의 위치

트루트노프구(체코어: Okres Trutnov)는 체코 흐라데츠크랄로베주를 구성하는 5개 구 가운데 하나로 행정 중심지는 트루트노프이며 면적은 1,146.78km2, 인구는 118,240명(2019년 1월 1일 기준), 인구 밀도는 100명/km2이다.
흐라데츠크랄로베주 북부에 위치하며 75개 지방 자치체(15개 시, 60개 마을)를 관할한다. 흐라데츠크랄로베주 흐라데츠크랄로베구, 이친구, 나호트구, 리베레츠주 세밀리구와 접하며 북쪽으로는 폴란드와 국경을 접한다.